# ステップス
ステップス（Steps）は、イギリスのポップ・ミュージックの5人組グループ。ステップスという名前は単純なマーケティング戦略として名付けられた。契約レコード会社はジャイヴ・レコード。ミュージックビデオでは曲ごとに巧妙に振り付けられたダンスを披露している。
1997年5月7日に結成され、2001年12月26日に解散した。しかし、2011年にコンピレーション・アルバム『The Ultimate Collection』を引っさげて再結成し、ツアーを行った。

## 来歴
ウォーターマンのステップスのプロデュースに際しての意図は、ABBAのサウンドを復活させ、それをより新しいスタイルと混合していくということだった。しかし、ステップスの最初のシングル「5、6、7、8」はテクノ調のラインダンスであった。この曲はステップスのこの後の典型なスタイルとはならなかったものの、彼らの最初のヒット曲となった。この曲は2002年8月にコンピュータゲーム『Dancing Stage Euromix 2』（ダンスダンスレボリューションシリーズのヨーロッパ版）に収録され、再び注目を浴びることになる。また、全英トップ10にのぼらなかった曲としては最も多くの売上げをあげた曲のひとつとなった。
ステップスはその後もバナナラマのカバー曲である「Last Thing On My Mind」や彼らの曲の中でも最もABBA風であり、全英シングルチャートでナンバー2に輝いた「One For Sorrow」とシングルを次々ヒットさせた。さらに、ビージーズのカバー曲「Tragedy」（哀愁のトラジディ）とオリジナル曲「Heartbeat」を収録した両A面シングルで初の全英ナンバー1を獲得する。発売は1998年11月、ナンバー1となったのは1999年1月というゆっくりとしたヒットであった。
1999年には全英トップ10を幾度も獲得することになる。「Better Best Forgotten」「Love's Got A Hold On My Heart」「After The Love Has Gone」「Deeper Shade of Blue」（元はティナ・カズンズのために書かれた曲であった） 「Say You'll Be Mine」とカイリー・ミノーグのカバー「Better The Devil You Know」（悪魔に抱かれて）を収録した両A面シングルの5枚である。2000年8月には2度目の（そして最後の）全英ナンバー1を「ストンプ」で獲得した。その後、2001年末の解散までに「Itʼs The Way You Make Me Feel」と、ダイアナ・ロスのカバー「Chain Reaction」で全英ナンバー2を獲得している。
また、1999年のブリット賞授賞式で行われたABBAのトリビュート・ライブにティナ・カズンズ、クレオパトラ、ビー・ウィッチド、ビリー・パイパーとともに参加した。同年のブリット賞において、ステップスは最優秀新人賞の有力候補であった。受賞者はBBCラジオ1の聴取者のオンライン投票によって決定されることになっていた。ウォーターマンは授賞式の数日前には、最優秀新人賞の獲得を公言していた。しかし、最優秀新人賞を受賞したのはステップスではなく、候補には全く上がっていなかったスコットランドのインディーズバンドベル・アンド・セバスチャンであった。その後、ベル・アンド・セバスチャンの得票のうちのほとんどがイギリスの2つの大学のキャンパス内からの投票であったことが判明した。2つの大学のうちの1つが、ベル・アンド・セバスチャンのメンバーの一人であるイザベル・キャンベルの通う大学であったこと、また、ベル・アンド・セバスチャンのファン層の多くが大学生であることなどが議論を呼んだ。翌年の2000年ブリット賞で、ステップスは「Best Selling Live Act」（最もチケットの売れたライブ賞）という特別賞を受賞することになる。
ステップスをホストとしたテレビ番組に、スター発掘番組『Steps to the stars』がある。BBC1で1999年から2000年にかけて製作・放送された。この番組で発掘されたスターに、マクフライのメンバーであるダニー・ジョーンズがいる。ダニー・ジョーンズは当時、姉や友人、そして友人の一人であったギャレス・ゲイツとともに「Y2K」というバンドを結成しギターを弾いていた。

## 批評
ステップスには、他のミュージシャンの曲のカバーばかりが多く、自らのオリジナル曲を歌おうとしないといった批評がよく聞かれる。また、口パクの多さがファンや批評家、他のミュージシャンなどから非常によく非難される。その口パクの多さゆえに歌手としての才能を疑われることも多い。
さらに深刻なものとして、ラッパーのリー・ラッチフォード・エヴァンスが、インタビュー中に人種差別的発言をしたことである。「正当なイギリス人の雇用のため、外国人や少数民族はそれぞれの国に帰国すべきだ」というものである。ステップス・サイドはこれに対し、この発言は文脈を無視して引用されたものだとしている。
2001年のボクシング・デー（クリスマスの翌日のこと）の衝撃的な解散の後は、ステップスはファンからの批判を浴びることになる。解散の反応は大きく、イギリスの多くのタブロイド誌がファンの反感を書き立て、ステップスの掲示板からの引用を載せた。クリスマス直後の解散はクリスマス前の商戦の利益確保のためではないかとも言われた。しかし、Hとクレアが、バンドの中で進行中だった不幸のためにステップスから抜けたのは、「GOLD: Greatest Hits」ツアーの最後の夜であることが明らかになっている。ただし、解散に対するステップスの公式な見解は、全盛期のうちに終わりを迎え、ファンにも全盛期のときの自分たちを覚えていてほしかったから、となっている。
しかし、解散の本当の理由はより「財政的な」ものだったようだ。ステップスのマネージャーのティム・バーンは、Hとクレアの二人に対してより才能を見出していたために、戦略的に二人をステップスから離脱させたようである。解散後、バーンはHとクレアをメジャーレーベルに売り込むことができた（ステップスと契約をしていたジャイヴ・レコードはけちなことで悪名高かった）。ワーナー・ミュージックとの契約金はアルバム5枚以上の条件で400万ポンドだったといわれている。

## 解散と再結成
解散後、イアン・ワトキンスとクレア・リチャーズは「H&クレア」の名で3枚の全英トップ10シングルをリリースした。アルバムの売行きは芳しくなく、それは二人を別々の道へと歩ませるきっかけとなった。
その後、イアン・ワトキンスは2003年の『ヨセフ・アンド・ザ・アメージング・テクニカラー・ドリームコート』や、彼をホストとするリアリティ番組『H Side Story』に出演している。
クレア・リチャーズは、ステップスの元ダンサーであるマーク・ウェッブと結婚するも、まもなく離婚している。
フェイ・トーザーは2002年に、ラッセル・ワトソンと共演した「Someone Like You」で全英ナンバー10を獲得する。同年、デンマーク人のJesper Irnと結婚した。1年後にはミュージカル『Tell Me On A Sunday』に出演。また、2005年にはミュージカル『Love Shack』にヒアーセイのノエル・サリバン、エス・クラブ・セブンのジョン・リーとともに出演した。他にもミュージカル『Saucy Jack and the Space Vixens』にも出演している。Jesper Irnとはすでに離婚している。
リー・ラッチフォード・エヴァンスはイギリスのリアリティ番組である『The Games』『The Match』『Celebrity Fear Factor』に出演した。また、ステップスとは全く異なる音楽性をもつバンド、ラッチ (The Latch) に参加している。2006年1月、MTV UKは彼をホストの一人とした 『Totally Boyband』という新番組を発表した。これは同じくステップスのメンバーだったリサ・スコット・リーの番組『Totally Scott-Lee』を元にしたものだったが、彼は後に音楽性の違いからこの新番組から降ろされてしまった。
リサ・スコット・リーは、ソロ・アーティストとして4枚のシングルをリリースしている。2003年、2枚目のシングルを出したところでレコード会社との契約を切られ、3枚目のシングルとアルバムのリリースはキャンセルされてしまった。2004年には新たなレコード契約を結び、また、ジョニー・シェントルと結婚、その後、インテンソ・プロジェクトのゲスト・アーティストとしてシングル「Get It On」をリリースする。2005年、オズボーンズやニューリーウェッズと同系統のリアリティ番組『Totally Scott-Lee』がMTVでイギリス国内において放送された。この番組の企画のひとつに、彼女の（当時の）次のシングル「Electric」を全英チャート10位以内にする、もしできなければ音楽活動を引退する、というものがあった。彼女のそれまでの3枚のシングルのチャートはそれぞれ最高位で6位、11位、23位であった。不幸にして「Electric」は初登場が13位、2週目が47位、3週目にはトップ75のランキング外となってしまった。彼女のマネージャーであるネイサン・ムーアによれば、今後も日本やオーストラリア、南アフリカといった国々で活動を続けるつもりであるということである。
2006年、リサ・スコット・リーはオーストラリアのラジオ局のインタビューで、ステップスの再結成の申し出があったという昔の噂が事実であることを暴露した。2005年の終わりにそのような提案があったが、時期がよくないと感じた、とのことである。1990年代のグループであり、ツアーのために再結成したテイク・ザットやイースト17、また非常に注目を集めたスパイス・ガールズ再結成の噂を見ても、少なくとも10年程度の時間をおいているのに対し、ステップスは解散してまだ4年しかたっていないとインタビューで述べている。また、フェイ・トーザーは再結成に関して、「レコード会社から再結成について聞かれることは数年前からあるけれど、私たちはみんな忙しくて再結成はなっていません。今でもよく会っているし、まだ仲のよい関係を保っています。私は、結局また一緒になると思っていますが、それは皆に時間ができてからでしょう」と語っている。
2007年、イアン・ワトキンスはイギリス紙「ザ・サン」のインタビューにて、自身がゲイであることをカミングアウトした。
2011年、ステップスは兼ねてより「結局また一緒になる」というようなことを言っていたが、その通りとなった。彼らは『The Ultimate Collection』なるグレイテスト・ヒッツ・アルバムと共に音楽シーンに帰還。このアルバムは全英チャート・ナンバー1に輝き、再結成ツアーを行っている。

## メンバー
メンバーは以下に示す5人。全員がイギリス出身である。
クレア・リチャーズ (Claire Richards)
1977年8月17日生。女性。
リー・ラッチフォード・エヴァンス (Lee Latchford-Evans)
1975年1月28日生。男性。
フェイ・トーザー (Faye Tozer)
1975年11月14日生。女性。
イアン・ワトキンス (Ian ‘H’ Watkins)
1976年5月8日生。男性。通り名である「H」は、彼の性格が非常に活発 (hyperactive) であることから付けられた。
リサ・スコット・リー (Lisa Scott-Lee)
1975年11月5日生。女性。
プロデューサーは、初めはストック・エイトキン・ウォーターマン、のちにはピート・ウォーターマン一人であった。

## ディスコグラフィ

### アルバム
| 年                                        | タイトル                       | アルバム詳細 | チャート最高位 | チャート最高位 | チャート最高位 | チャート最高位 | チャート最高位 | チャート最高位 | チャート最高位 | チャート最高位 | チャート最高位 | 認定                                                                                |
| 年                                        | タイトル                       | アルバム詳細 | UK             | AUS            | BEL            | IRE            | JPN            | NLD            | NZ             | SWE            | US             | 認定                                                                                |
| ----------------------------------------- | ------------------------------ | --- | -------------- | -------------- | -------------- | -------------- | -------------- | -------------- | -------------- | -------------- | -------------- | ----------------------------------------------------------------------------------- |
| 1998                                      | STEP ONE Step One              | - 発売日: 1998年9月11日 - レーベル: ジャイヴ - フォーマット: CD、カセット - 全英売上: 140.3万枚                             | 2              | 5              | 1              | 8              | 19             | 33             | 6              | 46             | 79             | - UK: 5× プラチナ - AUS: プラチナ - BEL: 2× プラチナ - JPN: ゴールド - NZ: プラチナ |
| 1999                                      | ステップタキュラー Steptacular | - 発売日: 1999年10月25日 - レーベル: ジャイヴ - フォーマット: CD、カセット - 全英売上: 129.2万枚                            | 1              | 25             | 2              | 11             | 25             | 46             | —              | —              | —              | - UK: 4× プラチナ - BEL: プラチナ                                                   |
| 2000                                      | バズ Buzz                      | - 発売日: 2000年10月25日 - レーベル: ジャイヴ - フォーマット: CD、カセット - 全英売上: 70.5万枚                             | 4              | —              | 11             | 23             | 53             | —              | —              | —              | —              | - UK: 2× プラチナ                                                                   |
| 2012                                      | Light Up the World             | - 発売日: 2012年11月12日 - レーベル: ワーナー - フォーマット: CD、音楽配信 - 全英売上: 1.9万枚                              | 32             | —              | —              | —              | —              | —              | —              | —              | —              |                                                                                     |
| 2017                                      | Tears on the Dancefloor        | - 発売日: 2017年4月21日 - レーベル: Steps - フォーマット: ヴァイナル、CD、音楽配信                                          | 2              | 46             | 20             | 10             | —              | —              | —              | —              | —              | - UK: ゴールド                                                                      |
| 2020                                      | What the Future Holds          | - 発売日: 2020年11月27日 - レーベル: BMG - フォーマット: ヴァイナル、ボックスセット、カセット、CD、音楽配信、ストリーミング | 2              | 26             | 59             | 26             | —              | —              | —              | —              | —              | - UK: シルヴァー                                                                    |
| 2021                                      | What the Future Holds Pt.2     | - 発売日: 2021年9月10日 - レーベル: BMG - フォーマット:                                                                     | —              | —              | —              | —              | —              | —              | —              | —              | —              |                                                                                     |
| "—"は未発売またはチャート圏外を意味する。 |                                | |                |                |                |                |                |                |                |                |                |                                                                                     |

### コンピレーション・アルバム
| 2001                                      | ゴールド・グレイテスト・ヒッツ Gold: Greatest Hits | - 発売日: 2001年10月15日 - レーベル: ジャイヴ - フォーマット: CD、カセット - 全英売上: 113万枚 | 1  | 1  | 92 | 17 | - UK: 4× プラチナ |
| 2002                                      | ザ・ラスト・ダンス The Last Dance                  | - 発売日: 2002年11月25日 - レーベル: ジャイヴ - フォーマット: CD、カセット - 全英売上: 113万枚 | 57 | —  | —  | —  |                   |
| 2007                                      | Step One/Steptacular                               | - 発売日: 2007年 - レーベル: BMG - フォーマット: CD                                            | —  | —  | —  | —  |                   |
| 2011                                      | The Ultimate Collection                            | - 発売日: 2011年10月10日 - レーベル: ソニー - フォーマット: CD、音楽配信 - 全英売上: 10万枚    | 1  | 13 | —  | —  | - UK: ゴールド    |
| 2012                                      | The Platinum Collection                            | - 発売日: 2012年2月13日 - レーベル: BMG - フォーマット: CD                                     | —  | —  | —  | —  |                   |
| 2015                                      | 5,6,7,8 : The Collection                           | - 発売日: 2015年11月27日 - レーベル: Demon Music Group - フォーマット: CD                      | —  | —  | —  | —  |                   |
| 2016                                      | The Collection                                     | - 発売日: 2016年3月25日 - レーベル: ソニー - フォーマット: 音楽配信                            | —  | —  | —  | —  |                   |
| 2022                                      | Platinum Collection                                | - 発売日: 2022年8月9日 - レーベル: ソニー - フォーマット:                                      | —  | —  | —  | —  |                   |
| "—"は未発売またはチャート圏外を意味する。 |                                                    |                                                                                                |    |    |    |    |                   |

### シングル
- "5,6,7,8" (1997年)
- "Last Thing on My Mind" (1998年)
- "One for Sorrow" (1998年)
- "Heartbeat" / "Tragedy" (1998年)
- "Better Best Forgotten" (1999年)
- "Thank Abba for the Music" (1999年)
- "Love's Got a Hold on My Heart" (1999年)
- "After the Love Has Gone" (1999年)
- "Say You'll Be Mine" / "Better the Devil You Know"(1999年)
- "Deeper Shade of Blue" (2000年)
- "When I Said Goodbye" / "Summer of Love" (2000年)
- "Stomp" (2000年)
- "It's the Way You Make Me Feel" (2001年)
- "Here And Now" / "You'll Be Sorry" (2001年)
- "Chain Reaction" (2001年)
- "Words Are Not Enough" / "I Know Him So Well" (2001年)

#### アメリカで発売されたシングル
- "One For Sorrow (US Remix)" (1999年)
- "Tragedy" (2000年)
- "Mars & Venus (We Fall in Love Again)" (2001年)

#### B面、ボーナストラックなど
- "Words of Wisdom" (B面 - "5,6,7,8")
- "A Love To Last" (B面 - "Last Thing On My Mind")
- "Why?" (B面 - "Better Best Forgotten")
- "To Be Your Hero" (B面 - "Love's Got A Hold On My Heart")
- "In It For Love" (B面 - "It's The Way You Make Me Feel")
- "Just Like The First Time" (B面 - "Here And Now"/"You'll Be Sorry" ボーナストラック - Buzz (オーストラリア版))
- "Too Busy Thinking About My Baby" (A面 - "It's The Way You Make Me Feel Motown Mania")
- "Stop Me From Loving You" (B面 - "Chain Reaction")
- "Bittersweet" (B面 - "Words Are Not Enough")
- "Human Touch" (ボーナストラック - Buzz (アジア、ヨーロッパ版))
- "I Know Him So Well" (B面 - "Words Are Not Enough" ABBAmania)
- "Lay All Your Love On Me" (ABBAmania)
- "Merry Christmas Everybody" (Platinum Christmas)
- "Thank ABBA For The Music (Steps, Tina Cousins, Cleopatra, B*witched and Billie - Performed Brits 99)" ABBAmania

### 各メンバーの主なシングル
- "Lately" (リサ・スコット・リー)
- "Too Far Gone" (リサ・スコット・リー)
- "Get It On" (インテンソ・プロジェクト Feat. リサ・スコット・リー)
- "Electric" (リサ・スコット・リー)
- "Someone Like You" (ラッセル・ワトソン Feat. フェイ・トーザー)
- "DJ" (H&クレア)
- "Half A Heart" (H&クレア)
- "All Out Of Love" / "Beauty And The Beast" (H&クレア)